# Епископ банатски Викентије
Викентије (световно Василије Вујић; Даљ код Осијека, 29. јануар 1874 — Топола, 18. август 1939) био је епископ Српске православне цркве.

## Световни живот
Епископ банатски Викентије (световно, др Василије Вујић) рођен је у Даљу код Осијека 29. јануара 1874. године. Осовну школу завршио је у родноме Даљу, гимназију у Осјеку, правни факултет у Бечу, а богословски, са степеном доктора богословља, у Черновицама у Буковини.

## Монашки живот
Василије Вујић је замонашен под именом Викентије је у манастиру Шишатовцу на Благовести 1903. године и рукоположен у чин ђакона и презвитера. До избора за епископа прошао је кроз све степене, од јерођакона до архимандрита.
После примања монашког чина постављен је за подбележника Архидијецезе сремско-карловачке, а у октобру 1903. године и за професора старе Карловачке богословије, чији је ректор био све док она није, након Првог светског рата, угашена и то без икакве одлуке. Архимандрит др Викентије је покушавао неколико пута да овај знаменити црквено-просветни завод обнови, али без икаквог успеха. На једном од првих заседања Светог архијерејског сабора, после васпостављања редовног стања у Српској патријаршији, архимандрит Викентије је изабран за епископа захумско-херцеговачког, али се није примио тога избора.
После доношења устава Српске православне цркве 1931. године патријарх српски Варнава поставио га је за свога архијерејскога заменика и на том положају га је затекао, 8. октобра 1932. године, избор за викарног епископа моравичког. За епископа је хиротонисан у Београдској саборној цркви 20. новембра исте године.
Епископ Викентије спадао је у ред најученијих српских архијереја између два светска рата. „Био је члан разних испитних комисија за оспособљење свештеничких, мирских и монашких кандидата за разне свештеничке и више монашке службе, а последњих шест година пре 1931. вршио је службу надзорника средњошколске веро-научне наставе у бившој дијецези сремско-карловачкој“. Као викарни епископ предавао је црквено право на Богословском факултету у Београду. Поседовао је и највреднију приватну библиотеку тога времена.
После смрти епископа банатског Георгија, епископ Викентије је изабран за његовог наследника 1936. године.
Епископ Викентије умро је у аутомобилу, на повратку из Соко Бање, на домаку Тополе, у Шумадији, 18. августа 1939. године, а сахрањен у катедралном храму у Вршцу.